# Antropocentrismo

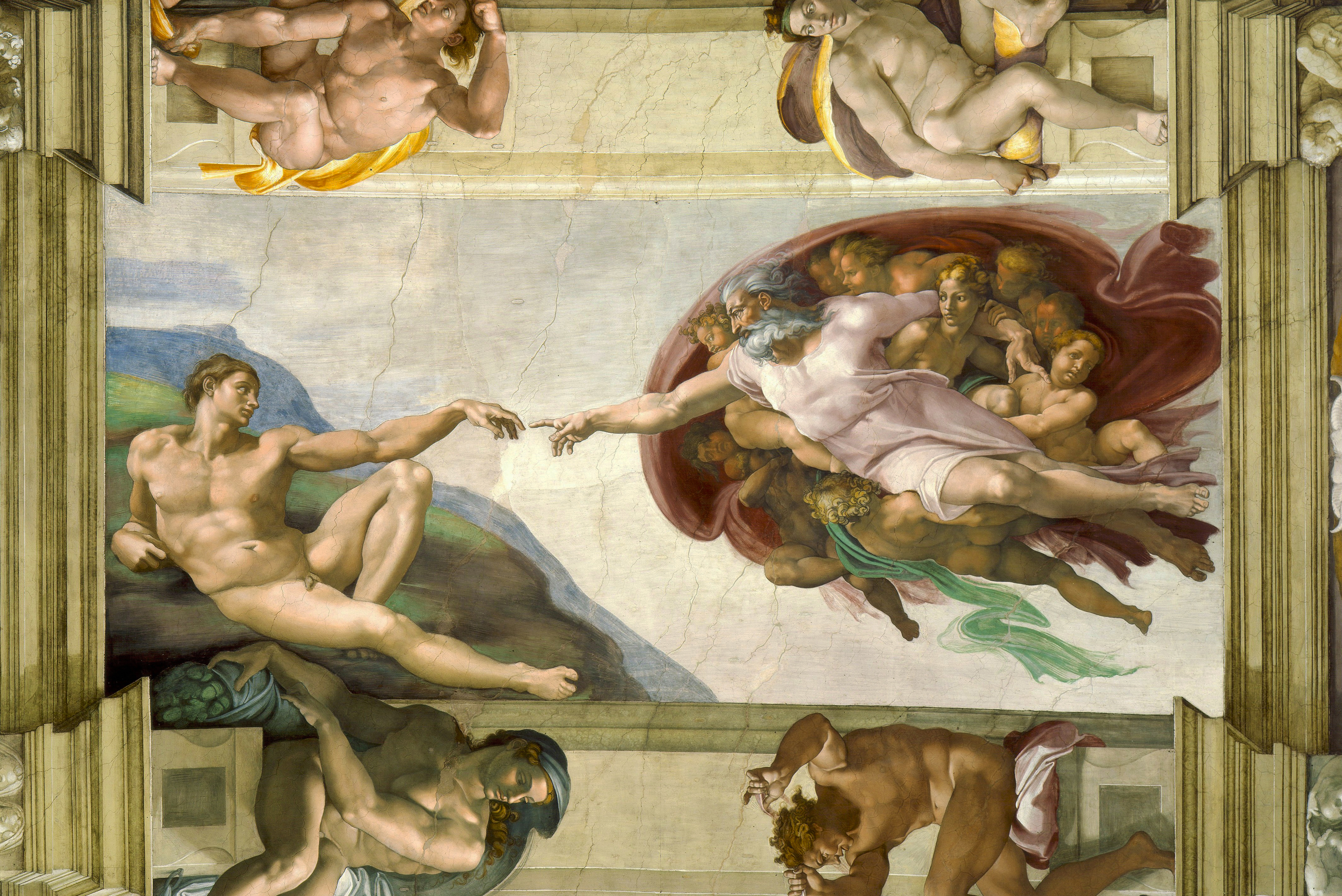
La creación de Adán de Miguel Ángel. Bóveda de la Capilla Sixtina.

El antropocentrismo es la doctrina que, en el plano de la epistemología, sitúa al ser humano como medida y centro de todas las cosas, y en el de la ética defiende que los intereses de los seres humanos son aquellos que deben recibir atención moral por encima de cualquier otra cosa. Así la naturaleza humana, su condición y su bienestar –entendidos como distintos y peculiares en relación con otros seres vivos– serían los únicos principios de juicio según los que realmente deberían evaluarse los demás seres y en general la organización del mundo en su conjunto. Igualmente, cualquier preocupación moral por cualquier otro ser debería ser subordinada a la que se debe manifestar por los seres humanos. El antropocentrismo surge a principios del siglo XVI, entrando ya a la Edad Moderna, y se considera como alternativa que reemplaza al teocentrismo.

## Controversias
El término ha sido aplicado en modos distintos. Por una parte, ha sido empleado en la historiografía, en la cual es un lugar común calificar de antropocéntrico a la cultura renacentista y moderna, en contraposición con el pretendido teocentrismo del Medioevo. La transición de la cultura medieval a la moderna se concibe con frecuencia como un tránsito de una perspectiva filosófica y cultural centrada en el Dios abrahamico a una centrada en el hombre— aunque este modelo ha sido reiteradamente cuestionado por numerosos autores que han intentado mostrar la continuidad entre la perspectiva medieval y la renacentista.
Por otra parte, y en un contexto moderno, se ha llamado antropocentrismo a las doctrinas o perspectivas intelectuales que toman como único paradigma de juicio las peculiaridades de la especie humana, mostrando un sesgo sistemático por el hecho de que el único entorno conocido es el apto para la existencia humana, y ampliando indebidamente las condiciones de existencia de ésta a todos los seres inteligentes posibles. El antropocentrismo en este sentido puede tomar un aspecto cultural —como en la representación, típica en la ciencia ficción de la Edad de Oro— del ser humano como excepcional entre las especies inteligentes por algún rasgo, o biológico —como en la ingenua representación de los extraterrestres como vagamente humanoides. Esta situación ha dado origen a una extensa discusión acerca del llamado principio antrópico —que, simplificadamente, postula que los valores posibles para las constantes físicas universales están de hecho restringidos a aquellos que permiten la existencia de la especie humana, aunque no haya limitación de principio para que así sea—, y acerca del movimiento del diseño inteligente, que utiliza esta limitación para afirmar que evidencia el designio de una inteligencia superior, artífice del orden del universo.
En el plano moral, en la actualidad el antropocentrismo ha sido defendido en el contexto de la discusión sobre el especismo y la consideración moral de los animales de otras especies, afirmando la idea de que los seres humanos son los únicos seres que deben ser objeto de consideración moral, o que sus intereses deben ser considerados por encima de los intereses de los animales de otras especies. Este posicionamiento ético del antropocentrismo ha sido replicado por quienes defienden los derechos animales mediante el argumento de casos marginales.